# Szilárd savas tüzelőanyag-cella
A szilárd savas tüzelőanyag-cella (solid acid fuel cells, röviden: SAFC) egy osztálya a tüzelőanyag-celláknak, amelynél egy szilárd só az elektrolit. Működése hasonló a többi elterjedt üzemanyagcelláéhoz, hidrogén az üzemanyag, amit közvetlen elektrokémiai átalakítás során elektromosságot termel oxigén-tartalmú gáz, pl. levegő segítségével, és csak a víz a melléktermék. A jelenlegi SAFC rendszerek nem csak hidrogén gázzal, hanem ipari minőségű propánnal és a dízellel is működnek. Működési hőmérséklete ezeknek az üzemanyagcelláknak 200 - 300°C között van.

## Elektrolit
A szilárd savak a sók és savak közötti csoportban helyezkednek el, mint pl. a CsHSO4.
Ezek az anyagok a kiváló proton vezetőképességük miatt lehetővé teszik az akár 50%-os hatásfok elérését különböző üzemanyagokkal.
Az első SAFC-t 2000-ben fejlesztették ki cézium-hidrogén-szulfáttal (CsHSO4). Azonban ezek a tüzelőanyag-cellák olyan melléktermékeket termeltek, amelyek súlyosan tönkretették a tüzelőanyag-cella anódot, amely lecsökkent teljesítményhez vezetett már enyhe használat után is.
A jelenlegi SAFC-rendszerek cézium-dihidrogén-foszfátot (CsH2PO4) használnak, és bebizonyították, hogy több ezer órán át képesek működni. Párás környezet szükséges a működéséhez, hogy megakadályozza a CsH2PO4 szilárd anyag disszociáciját sóvá és vízgőzzé.

## Fordítás
Ez a szócikk részben vagy egészben  a   Solid acid fuel cell című angol Wikipédia-szócikk ezen változatának fordításán alapul.  Az eredeti cikk szerkesztőit annak laptörténete sorolja fel. Ez a jelzés csupán a megfogalmazás eredetét és a szerzői jogokat jelzi, nem szolgál a cikkben szereplő információk forrásmegjelöléseként.